# موتور حمید عبداللهی
موتور حمید عبداللهی یک منطقهٔ مسکونی در ایران است که در دهستان بزمان واقع شده‌است.